# Цандер, Ольга Михайловна
О́льга Михайловна Ца́ндер (бел. Вольга Міхайлаўна Цандэр; 18 мая 1976, Гродно) — белорусская спортсменка, легкоатлетка, вид спорта — метание молота.

## Достижения
- Участница Олимпийских игр-2000, финалистка Олимпийских игр-2004 (6-е место)
- Победительница Кубка Европы-2001
- Серебряный призер финала Гран-при-2004
- Чемпионка Белоруссии-2006